# Plutonij
Plutónij je radioaktiven kovinski kemični element, ki ima v periodnem sistemu simbol Pu in atomsko število 94. Njegova atomska teža je 244,06, gostota je 19.800 kg/m³. Uporablja se v večini sodobnih jedrskih orožij. Najpomembnejši izotop plutonija je 239Pu z razpolovno dobo 24.200 let. Plutonij pridobivamo v jedrskih reaktorjih, kjer jedro urana (238U) zajame nevtron in nastane nestabilni uranov izotop, ki po hitrem beta razpadu (β−-razpad) predide v razmeroma stabilni plutonij 239. Z zaporednim zajetjem nadaljnjih nevtronov nastanejo drugi transuranski elementi, vključno z izotopi plutonija z višjo atomsko maso.
Za izdelavo atomskih bomb je zelo primeren plutonij 239Pu, ki je ceplijiv in ga je razmeroma lahko pridobivati v ustreznih produkcijskih ali dvonamenskih jedrskih reaktorjih. Za izdelavo plutonijske atomske bombe zadostuje že manj kot 10 kg kovine, minimalno celo le 4,4 kg, kar gre v kroglo s premerom manj kot 10 cm; nekaj več prostora pa zavzame celotni mehanizem atomske bombe.
238Pu ima razpolovni čas 88 let in se uporablja na vesoljskih sondah kot gorivo za RTG - Termoelektrični generator.

## Pridobivanje plutonija
Plutonij nastane ob izpostavitvi uranovega izotopa 238U nevtronskemu sevanju. Uranovo jedro absorbira nevtron in nastane jedro 239Pu. Ob nadaljnji izpostavljenosti nevtronom iz 239Pu nastanejo še plutonijevi izotopi 240Pu, 241Pu in 242Pu. Plutonij nastaja tudi v jedrskih reaktorjih za proizvodnjo električne energije. Z cepitvijo enega kilograma 235U nastane približno 30% plutonija, ki se potem cepi in prispeva približno tretjino skupne moči reaktorja in tako zmanjša potrebe po novem gorivu. Pri hitrih oplodnih reaktorjih pa se generira več plutonija, za kilogram porabljenega jedrskega goriva se generira 1-1,3 kg plutonija. Pri tej reakciji dobimo več fisilnega materiala kot ga porabimo - zato oznaka oplodni reaktorji. Ko bo začelo primanjkovati 235U, bo ta nova tehnologija omogočila izkoriščanje 238U - osiromašenega urana, ki ga je več kot stokrat več kot 235U.
Če se plutonij namerava uporabiti za izdelavo jedrskega orožja (najbolj pogosta uporaba), mora vsebovati vsaj 93 % 239Pu. Prisotnost izotopa 240Pu mora biti za uporabo v jedrskem orožju čim manjša, saj je slednji močan vir nevtronov, ki otežijo pravilno delovanje jedrskega orožja. Da bi se izognili večji prisotnosti 240Pu, in s tem dragi in zapleteni separaciji izotopov, je uranove palice potrebno pogosto menjati.